# 贺双卿
贺双卿（1713年—1740年），字秋碧，女，江苏丹阳人，清代词人。其词风凄怨哀婉，反映了清代下层社会农村女性的悲惨命运，被誉为“清代第一女词人”。

## 生平
贺双卿清康熙五十二年（1713年）生于绡山一世代务农之家。双卿天资聪慧，少时听闻读书声即会笑颜逐开，她十余岁时学习女红，手艺也甚是精湛。双卿之舅是一位私塾教师，双卿常到他的房间附近聆听他教书并暗暗记下，并用她的女红换来诗书朗读记诵。双卿曾学习小楷，笔风端正清秀，能用粉在桂树树叶上写下《心经》。贺双卿少时的天赋与经历为其之后的词作打下了重要的基础。
雍正十年，贺双卿十八岁，可惜山中人只为她的美貌惊叹，却无人发现她的文学才能。在这一年冬天，双卿嫁入了一周姓农家。她的婆婆是一位奶妈，为他人耕田劳作；丈夫年长双卿十余岁，只识寥寥数字。婆家素养内涵与双卿差距甚大且性格粗暴，常常虐待双卿。双卿此时创作了一大批反应内心情感与真实生活写照的作品。
雍正十一年四月，贺双卿有幸结识史震林、段玉函等文人学者并获得了他们的赏识。史震林在《西青散记》中记录下了她的生平以及大量作品，使双卿的作品得以流传于世。他们互赠诗篇，交流诗文，点亮了双卿的阴暗生活。但这并不能改变她的凄惨命运，在婆家折磨与农家劳作的重压下，双卿积劳成疾于乾隆五年秋去世，享年28岁。

## 作品风格
贺双卿的作品风格总体来讲，其语言别具语朴，情真像实，与纯净的田园本色浑然一体。词作凄美哀凉，以悲怨为主基调。
详述则有以下几个方面：

### 一．打开格局
历来以女性角度创作的诗词多为闺中怀人，抒发相思之苦。但贺双卿却突破了这种格局的束缚，大大拓宽了女性创作的题材，词中大量描写了辛苦劳作的田园生活、疾病缠身的痛苦、不幸婚姻中的孤独以及乡邻间淳朴的感情。词中展现了其纤若蒲草，却韧于丝的品质，在贫病交加中却能做到不怨天尤人，显示了女性的柔美和劳动人民的坚忍。

### 二．感情幽咽
词人以粉为墨，以叶为纸，将自己的心绪幽幽道来，哀伤之感却已经细细渗入人心。

### 三．意象丰富
其诗词善用意象，撷取“孤雁”、“病鸾”、“残灯”等意象渲染出浓重的生命悲剧气氛。词人选取之物在常人眼中也许只是俗物，但在词人笔下却带有凄美而朦胧的感觉。

### 四．语言清奇
词人文笔秀雅清丽，文中大量运用白描的手法，语言朴实自然，真实可感。多用叠词，给人回环往复的音乐美。

## 作品

### 词
- 《浣溪沙》

暖雨無晴漏幾絲，牧童斜插嫩花枝。小田新麥上場時。汲水種瓜偏怒早，忍煙炊黍又嗔遲。日長酸透軟腰肢。
- 《望江南》
- 《湿罗衣》

世間難吐只幽情，淚珠咽盡還生。手捻殘花，無言倚屏。鏡里相看自驚，瘦亭亭。春容不是，秋容不是，可是雙卿！
- 《玉京秋》
- 《种瓜小影》
- 《二郎神》
- 《孤鸾·病中》
- 《惜黄花慢 孤雁》
- 《薄倖》
- 《一剪梅》
- 《摸鱼儿·谢邻女韩西馈食》
- 《凤凰台上忆中吹箫·赠邻女韩西》
- 《春从天上来·梅花》
- 《春从天上来·饷耕》

### 诗
- 《咏蛙和张梦觇》：
- 《詠蛙·和弄月僊郎》
- 《回段玉函》
- 《和白罗诗七首》
- 《武宁溪韵七言古诗七首》
- 《和郑痴庵咏荷十绝》
- 和梦觇《岁旱》
- 遗赵闇叔诗四首
- 赠赵闇叔《柳絮》
- 回王月虬题《西山雪霁》诗
- 回巢讷斋《天竹子》题诗
- 回恽宁溪《芣苡》题诗